# Gallardetón

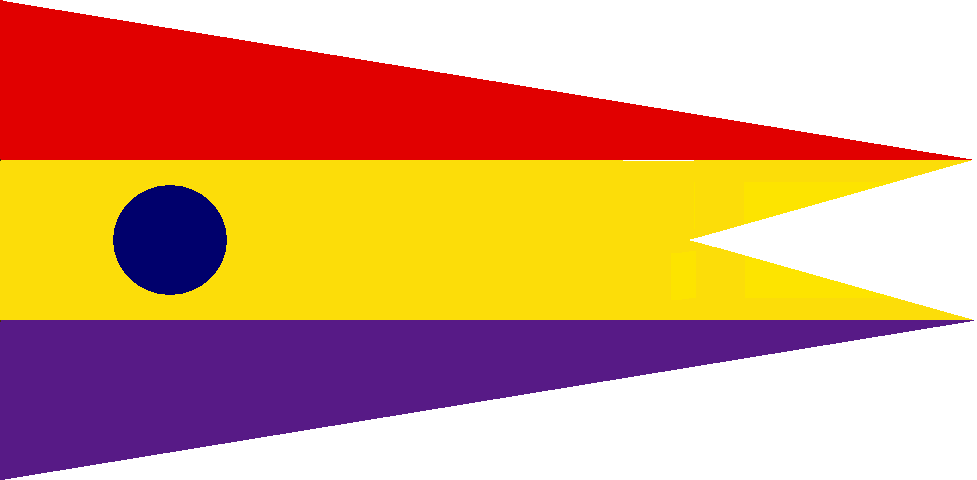
Insignia de capitán de navío al mando de escuadrón durante la Segunda República Española, en forma de gallardetón.

Insignia de comodoro de la Marina Real Británica, en forma de gallardetón.

Grímpola del Real Club Náutico Sueco, en forma de gallardetón.

Se llama gallardetón a un tipo de gallardete triangular que termina en dos puntas.

## Armada de España
Es la forma del gallardete que con los colores del pabellón nacional sirve de insignia al capitán de navío, si lleva un roel azul en la franja amarilla, y al capitán de fragata o capitán de navío, si no lleva roel, cuando está izado en el tope mayor,

## Navegación de recreo
Es una de las formas tradicionales de las banderas particulares de los armadores y de las grímpolas de los clubes náuticos.